# RauteMusik
RauteMusik (kurz rm.fm oder #Musik) ist eine deutsche Audio-Streamingplattform aus Köln. Sie besteht aus mehreren Dutzend Musikkanälen und erreicht laut Media-Analyse IP Audio 4/2021 ca. 2,1 Mio. Hörer-Sessions pro Monat.

## Geschichte
RauteMusik wurde am 20. April 2003 von Yehya El Omari, seinem Bruder Daoud und André Surmann ins Leben gerufen. Yehya El Omari hatte zuvor bei diversen Internetradios Erfahrungen gesammelt. Das Projekt gewann in der Folgezeit zunehmend an Bekanntheit und behauptete sich gegenüber anderen Audioangeboten. Es wurde daher auf Grund wachsender Nachfrage regelmäßig um weitere Kanäle erweitert. 2005 firmierte der Anbieter vorübergehend im Libanon, um den erhöhten Gebühren der GVL zu entgehen. Später erfolgte in Deutschland erst die Gründung des gemeinnützigen Vereins RauteMusik e. V. und daraufhin der kommerziellen RauteMusik GmbH ✝︎. 2012 beteiligten sich der Hamburger Medienunternehmer Frank Otto und die Nordwest-Zeitung als Wagniskapitalgeber an der Gesellschaft. Im März 2023 wurde bekanntgegeben, dass das Unternehmen im Rahmen eines Joint Ventures mit der UPLINK Network GmbH und der Ecotel Communication AG mit deren Tochter nacamar zusammengelegt und dadurch ein neuer Marktführer für Audio-Services unter dem Namen UPLINK Digital GmbH gebildet wurde.
Die RauteMusik GmbH ist neben dem Plattformbetrieb inzwischen auch ein für klassische Medien tätiges Dienstleistungs- und Technologieunternehmen und betreut über die hauseigene Marke radiohost Kunden aus der Radiobranche sowie BigCityBeats.
2013 initiierte das Unternehmen markenrechtliche Schritte gegen den Microblogging-Dienst Twitter, welcher in Deutschland einen Musikdienst mit Namen #music startete, kurze Zeit später jedoch wieder einstellte. 2014 wurde bekannt, dass sich die RauteMusik GmbH ✝︎ in einem Konsortium, unter anderem mit Ströer und Regiocast, mit dem Format NOWFM um von der Landesanstalt für Medien Nordrhein-Westfalen ausgeschriebene, landesweite UKW-Frequenzen in Nordrhein-Westfalen beworben hat.
Derzeit umfasst die Plattform mehrere Dutzend Spartenkanäle. Alle Kanäle senden rund um die Uhr und erreichen gemeinsam bis zu 37.000 Zuhörer gleichzeitig. Über 300 Moderatoren und DJs senden ein regelmäßiges Programm. Die Plattform funktioniert nach dem Konzept des Crowdsourcing. Zwischen moderierten Sendungen wird Musik automatisiert nach einer Playlist gespielt.

## Ursprung des Namens
Das Radio entstand im IRC-Netzwerk QuakeNet, in welchem die Namen der netzwerkübergreifenden Chaträume serverseitig mit dem Präfix des Rautezeichens (#raumname) versehen sind. In dem vor allem von jungen Computerspielern genutzten IRC-Netzwerk war es üblich, eigene Projekte (bevorzugt Spiele-Clans) nach dem verwendeten Chatraum zu benennen, um so dessen Popularität zu steigern. Dieser Trend führte schließlich dazu, dass aus „Musik“ im Szenejargon „#Musik“ (RauteMusik) wurde und der Name schließlich offiziell vom Projekt anerkannt und übernommen wurde.

## Trivia
RauteMusik ist und war regelmäßig Brutstätte verschiedener viraler Internetphänomene. RauteMusik spielte als einer der ersten Sender das Kinderlied „Schnappi, das kleine Krokodil“ der damals 9-jährigen Joy Gruttmann und trug somit zu dessen internationalem Durchbruch bei. Wenige Jahre später stellte ein RauteMusik-DJ den Videoclip der Spaß-Band Grup Tekkan auf die Videoplattform YouTube. Die Band wurde später von RauteMusik gemanagt und erlangte unter anderem mit Auftritten bei RTL und TV total kurzzeitig Bekanntheit.